# Тюшки
Тюшки — лінійна станція Жмеринської дирекції Південно-Західної залізниці, розташована на дільниці Козятин I — Жмеринка між зупинними пунктами Парпурівський (4 км) і Веселка (4 км). Відстань до ст. Вінниця — 11 км, до ст. Жмеринка — 36 км.
Відкрита 1879 року. На станції є 4 колії та 3 платформи: берегова і 2 острівні.
Названа за російським варіантом назви села Тютьки, хоча від нього розташована досить далеко і не відіграє суттєвої транспортної ролі для його мешканців